# SN 2009ce
SN 2009ce – supernowa typu Ia odkryta 2 marca 2009 roku w galaktyce A143101+2546. W momencie odkrycia miała maksymalną jasność 19,80m.